# Lepidopilum leiomitrium
Lepidopilum leiomitrium är en bladmossart som beskrevs av C. Müller 1879. Lepidopilum leiomitrium ingår i släktet Lepidopilum och familjen Daltoniaceae. Inga underarter finns listade i Catalogue of Life.